# Медунка лікарська
Медунка лікарська (Pulmonaria officinalis) — трав'яниста рослина родини шорстколистих із дрібними запашними квітками рожевого, фіолетового або синього кольору.

## Загальна характеристика
Багаторічна трав'яниста рослина, 15—20 см заввишки, з повзким кореневищем. Рослина шорстка. Прикореневі листки серцеподібно-яйцеподібні, загострені, з крилатим довгим черешком, верхні — сидячі. Стебло пряме, виростає від кореневища. Квітки на коротких ніжках у завійках, зібрані на верхівці стебла в щиток. Віночки квіток відпадають, вони лійкоподібні, спочатку червоні, потім блакитнувато-фіолетові. Цвіте в квітні— травні.

## Поширення
Росте у заростях, серед чагарників, у листяних лісах, на крайньому заході України. Подібна до неї рослина — медунка темна (Pulmonaria obscura), з квітками, спочатку червоними, потім пурпурово-фіолетовими. Поширена в усіх лісових і лісостепових районах, рідше в степу, в Криму — лише в передгірських і гірських лісових районах.

## Практичне використання
Листки (обох медунок), а то й цілу рослину, зриваючи її при корені, — в червні — липні (листків не м'яти); корені викопують восени.

### У медицині
Як відхаркувальний засіб при астмі, бронхітах, запаленні слизової оболонки дихальних шляхів, кровохарканні і при інших захворюваннях, які супроводяться сухим кашлем і хрипотою, також при проносах і різі в кишках. Містить каротин, вітамін C, рутин, сапоніни, дубильні речовини, слиз, ранозагоювальний алантоїн, поліфеноли, а з мікроелементів залізо, мідь, марганець, який стимулює ріст, кровотворення, активізує вітамін В1 та регулює діяльність деяких залоз внутрішньої секреції, також містить ванадій, титан, срібло, нікель, стронцій і кремнієву кислоту. Виявляє, отже, пом'якшувальний (дія слизу), протизапальний (дія дубильних речовин) і сечогінний вплив (дія сапонінів і кремнієвої кислоти).

### У харчуванні
Ранньою весною її прикореневі листки збирають для салатів, а також варять, готуючи пюре для других страв, а також приправу для картоплі й начиння для пирогів. Листки кислуваті й гострі на смак, придатні для окрошки, холодників, салатів. В Англії розводять на фермах як салатну рослину.
Вживають у вигляді чаю.